# Ocotea arcuata
Ocotea arcuata är en lagerväxtart som beskrevs av J.G. Rohwer. Ocotea arcuata ingår i släktet Ocotea och familjen lagerväxter. Inga underarter finns listade i Catalogue of Life.